# Domitia Paulina die Ältere
Domitia Paulina (auch Domitia Paulina maior, d. h. die Ältere) war die Mutter des römischen Kaisers Hadrian.
Domitia Paulina stammte aus der hispanischen Stadt Gades und war mit dem Senator Publius Aelius Hadrianus Afer, der die Praetur erlangte und ein Cousin des Kaisers Trajan war, verheiratet. Aus der Ehe gingen Domitia Paulina die Jüngere und Publius Aelius Hadrianus, der spätere Kaiser Hadrian, hervor. Die Kinder wurden nach dem Tod des Vaters zwischen dem 24. Januar 85 und dem 24. Januar 86 unter die Vormundschaft Trajans und des Offiziers Publius Acilius Attianus gestellt. Domitia Paulina hat möglicherweise zu diesem Zeitpunkt nicht mehr gelebt. Doch existiert ein Papyrusfragment aus Bakchias im ägyptischen Fayum, der sogenannte Papyrus P.Fay 19, der  als Schreibübung anscheinend einen von Hadrian an seinen Nachfolger und Adoptivsohn Antoninus Pius gerichteten Brief enthält und in den wenigen erhaltenen Zeilen autobiographische Züge zeigt. Hierin berichtet der sich auf seinen baldigen Tod vorbereitende Hadrian als „Schreiber“, dass sein Vater im Alter von vierzig Jahren gestorben sei und er selbst nun in etwa das Alter seiner Mutter erreicht habe, die – so die Konjektur der Fehlstelle im Papyrus – sechzig Jahre alt wurde. Hadrian wurde im Jahr 76 geboren, die Geburt seiner Mutter wird daher zwischen 45 und 60 anzusetzen sein. In dem Fall hätte sie noch Anfang des 2. Jahrhunderts gelebt. Bedeutung und Stellung des Papyrus sind allerdings unsicher, entsprechend vorsichtig wird sein Wert gewichtet.
In Inschriften wird Domitia Paulina im Gegensatz zu ihrer Tochter nie erwähnt, doch ist sie Adressatin eines angeblich von Hadrian verfassten Briefes, der in den Hermeneumata Leidensia, einem griechisch-lateinischen Schulbuch des 3. Jahrhunderts, überliefert wird. In dem Brief preist der Verfasser die Frömmigkeit und Sittsamkeit der Mutter und bittet darum, dass all seine Taten in ihren Augen lobenswert sein mögen. Sollte der Brief keine Erfindung sein, hätte Hadrian mehr als eine Schwester gehabt.